# NGC 5287
NGC 5287 (również PGC 48741) – galaktyka soczewkowata (S0), znajdująca się w gwiazdozbiorze Psów Gończych. Odkrył ją Édouard Jean-Marie Stephan 25 maja 1881 roku. Jest to najjaśniejsza galaktyka klastra.